# فورستریت
فورستریت ({\displaystyle {\ce {Mg2SiO4}}} ؛ که معمولاً به اختصار {\displaystyle {\ce {Fo}}} نامیده می‌شود؛ به عنوان الیوین سفید نیز شناخته می‌شود) عضو نهایی غنی از منیزیم از سری محلول جامد الیوین است. با عضو انتهایی غنی از آهن، فایالیت ، ایزومورف است. فورستریت در سیستم اورتومبیک ( گروه فضایی Pbnm ) با پارامترهای سلولی a 4.75 Å (0.475 نانومتر)، b 10.20 Å (1.020 نانومتر) و c 5.98 Å (0.598 نانومتر) متبلور می‌شود. 
فورستریت با سنگ‌های آذرین و دگرگونی مرتبط است و در شهاب‌سنگ‌ها نیز یافت شده است. در سال 2005 نیز در غبار دنباله‌دار بازگردانده شده توسط کاوشگر Stardust یافت شد.  در سال 2011 به صورت بلورهای ریز در ابرهای غبارآلود گاز در اطراف یک ستاره‌ی در حال شکل‌گیری‌ مشاهده شد. 
دو چندشکلی از فورستریت شناخته شده است: وادسلییت (همچنین اورتومبیک ) و رینگ وودیت ( ایزومتریک ، سیستم کریستالی مکعبی). هر دو عمدتاً از شهاب‌سنگ‌ها شناخته شده‌اند.
پریدوت گونه‌ای از سنگ‌های قیمتی فورستریت الیوین است.

## ترکیب بندی

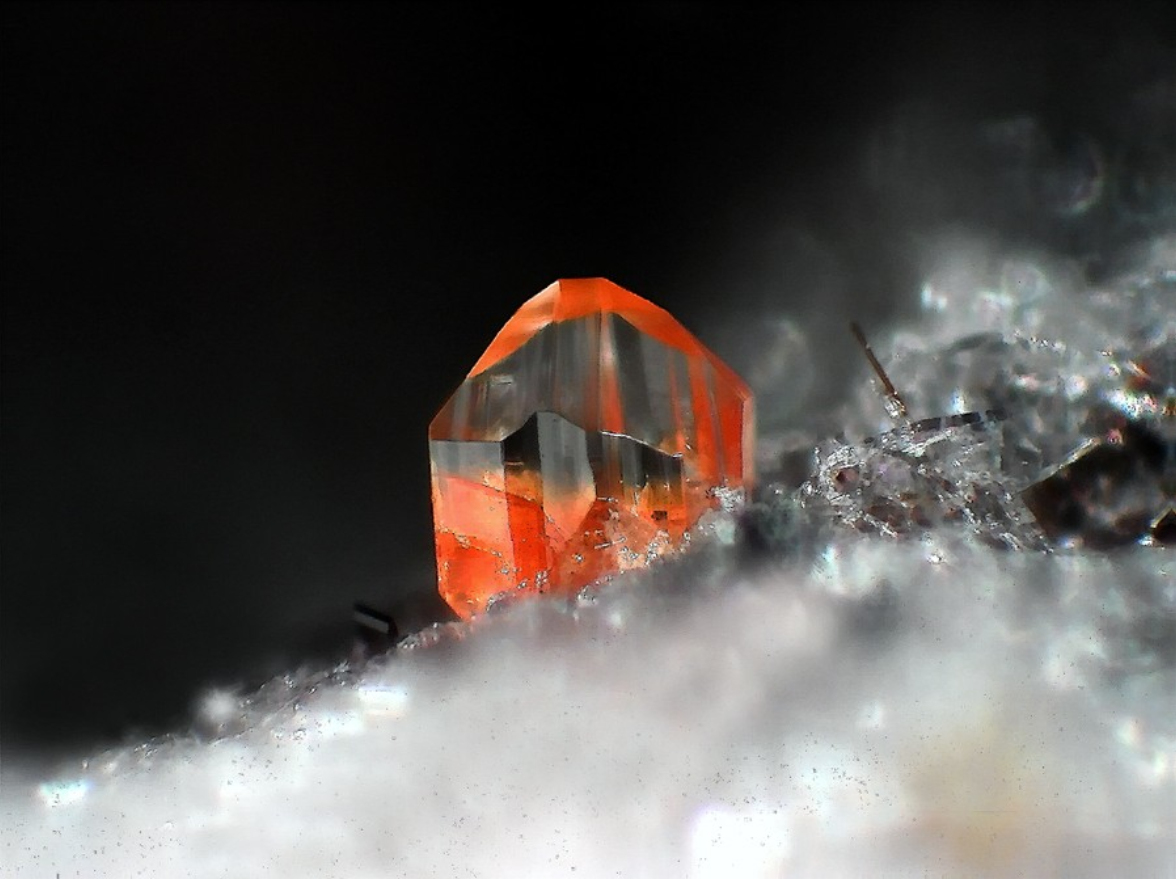
فوستریت نارنجی با بخشی از تفرویت

فوستریت خالص از منیزیم، اکسیژن و سیلیکون تشکیل شده است. فرمول شیمیایی آن Mg2SiO4 است. فورستریت، فایالیت (Fe2SiO4) و تفرویت (Mn 2 SiO 4 ) اعضای نهایی سری محلول جامد الیوین هستند؛ عناصر دیگری مانند نیکل و کلسیم جایگزین آهن و منیزیم در الیوین می‌شوند، اما تنها به نسبت اندکی در موارد طبیعی. سایر مواد معدنی مانند مونتی‌سلیت (CaMgSiO 4 )، یک ماده معدنی غیرمعمول غنی از کلسیم، دارای ساختار الیوین هستند، اما محلول جامد بین الیوین و سایر اين مواد معدنی محدود است. مونتی‌سلیت در دولومیت‌های دگرگون‌شده تماسی یافت می‌شود. 

## وقوع زمین‌شناسی
الیوین غنی از فوستریت فراوان‌ترین ماده معدنی در گوشته در عمق بیش از حدود ۴۰۰ کیلومتر (۲۵۰ مایل) است؛ پیروکسن‌ها نیز کانی‌های مهمی در این قسمت بالایی گوشته هستند.  اگرچه فورستریت خالص در سنگ‌های آذرین وجود ندارد، دونیت اغلب حاوی الیوین با محتوای فوستریت حداقل به اندازه فو 92 غنی از منیزیم است (92% فوستریت – 8% فایالیت). پریدوتیت معمولی حاوی الیوین است که حداقل به اندازه Fo 88 غنی از منیزیم است.  به دلیل نقطه ذوب بالا، کریستال‌های الیوین اولین کانی‌هایی هستند که از مذاب ماگمایی در یک فرآیند تجمعی رسوب می‌کنند، اغلب با ارتوپیروکسن‌ها. الیوین غنی از فورستریت، یک محصول تبلور متداول ماگمای حاصل‌شده از گوشته است. الیوین در سنگ‌های مافیک و اولترامافیک به طور معمول غنی از عضو نهایی فورستریت است.
فورستریت در سنگ مرمر دولومیتی نیز وجود دارد که از دگرگونی سنگ‌های آهکی و دولومیت‌هایی با منیزیم بالا حاصل می‌شود.  فورستریت تقریبا خالص در برخی از سرپانتینیت‌های دگرگون‌شده وجود دارد. الیوین غنی از فایالیت بسیار کمتر رایج است. فایالیت تقریباً خالص، از تشکیل‌دهنده‌های جزئی در برخی از سنگ‌های شبه-گرانیت است و یکی از تشکیل‌دهنده‌های اصلی برخی از سازندهای آهن نواری دگرگونی است.

## ساختار، شکل‌گیری و خواص فیزیکی
فورستریت عمدتاً از آنیون SiO44− و کاتیون Mg 2 + در نسبت مولی 1:2 تشکیل شده است.  سیلیکون اتم مرکزی در آنیون SiO4 4- است. هر اتم اکسیژن توسط یک پیوند کووالانسی به سیلیکون متصل می‌شود. چهار اتم اکسیژن به دلیل پیوند کووالانسی با سیلیکون دارای بار منفی جزئی هستند. بنابراین، اتم‌های اکسیژن باید از یکدیگر دور بمانند تا نیروی دافعه بین آن‌ها کاهش یابد. بهترین شکل هندسی برای کاهش دافعه، شکل چهاروجهی است. کاتیون‌ها دو مکان هشت‌وجهی متفاوت  M1 و M2 را اشغال می‌کنند و با آنیون‌های سیلیکات پیوند یونی تشکیل می‌دهند. M1 و M2 کمی متفاوت هستند. همانطور که در شکل نشان داده شده است، فضای M2 بزرگتر و منظم‌تر از M1 است.(شکل.1). بسته‌بندی در ساختار فورستریت متراکم است. گروه فضایی این سازه Pbnm و گروه نقطه‌ای 2m 2/m 2/m/  است که ساختار بلوری راست‌لوزی است.

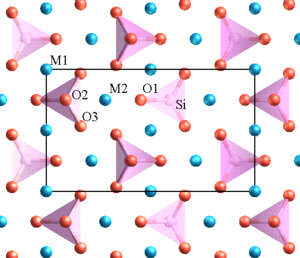
شکل. 1: ساختار مقیاس اتمی فوستریت که در امتداد محور a مشاهده می‌شود. اکسیژن با رنگ قرمز، سیلیکون به رنگ صورتی و منیزیم با رنگ آبی نشان داده شده است. طرحی از سلول واحد با مستطیل سیاه نشان داده می‌شود.

این ساختار فورستریت می‌تواند با جایگزینی آهن با منیزیم یک محلول جامد کامل تشکیل دهد.  آهن می‌تواند دو کاتیون مختلف تشکیل دهد که Fe 2+ و Fe 3+ هستند. یون آهن (II) همان بار یون منیزیم را دارد و شعاع یونی آن بسیار به منیزیم شباهت دارد. در نتیجه، Fe 2+ می‌تواند جایگزین یون منیزیم در ساختار الیوین بشود.
یکی از عوامل مهمی که می‌تواند سهم فورستریت را در محلول جامد الیوین افزایش دهد، نسبت یون‌های آهن (II) به یون‌های آهن (III) در ماگما است.  همان‌طور که یون‌های آهن (II) اکسید و تبدیل به یون آهن (III) می‌شوند، یون‌های آهن (III) به دلیل بار 3+شان نمی‌توانند الیوین تشکیل دهند. وقوع فوستریت در اثر اکسیداسیون آهن، در آتشفشان استرومبولی در ایتالیا مشاهده شد. با شکسته‌شدن آتشفشان، گازها و مواد فرار از اتاقک ماگما خارج شدند. دمای تبلور ماگما با خروج گازها افزایش یافت. از آنجایی که یون‌های آهن (II) در ماگمای استرومبولی اکسید شده بودند، آهن (II) کمی برای تشکیل الیوین غنی از آهن (فایالیت) در دسترس بود. از این رو، الیوین متبلور غنی از منیزیم بود و سنگ‌های آذرین غنی از فورستریت تشکیل شد.

حجم مولی در برابر فشار در دمای اتاق

در فشار بالا، فورستریت متحمل یک انتقال فاز به وادسلییت می‌شود. تحت شرایط حاکم در گوشته بالایی زمین، این دگرگونی در فشارهای حدودا  14-15 GPa رخ می‌دهد. در آزمایش‌های فشار بالا، تغییر شکل ممکن است به تأخیر بیفتد به طوری که فورستریت می‌تواند در فشارهای تقریباً GPa 50 ناپایدار باقی بماند. (مطابق شکل فوق).
دگرگونی پیشرونده بین واکنش دولومیت و کوارتز برای تشکیل فورستریت، کلسیت و دی‌اکسید‌کربن : 
{\displaystyle {\ce {2CaMg(CO3)2 + SiO2 -> Mg2SiO4 + 2CaCO3 + 2CO2}}}
فورستریت با کوارتز واکنش می‌دهد تا ماده‌ی معدنی ارتوپیروکسن انستاتیت را در واکنش زیر تشکیل دهد:
{\displaystyle {\ce {Mg2SiO4 + SiO2 -> 2MgSiO3}}}

## کشف و نام

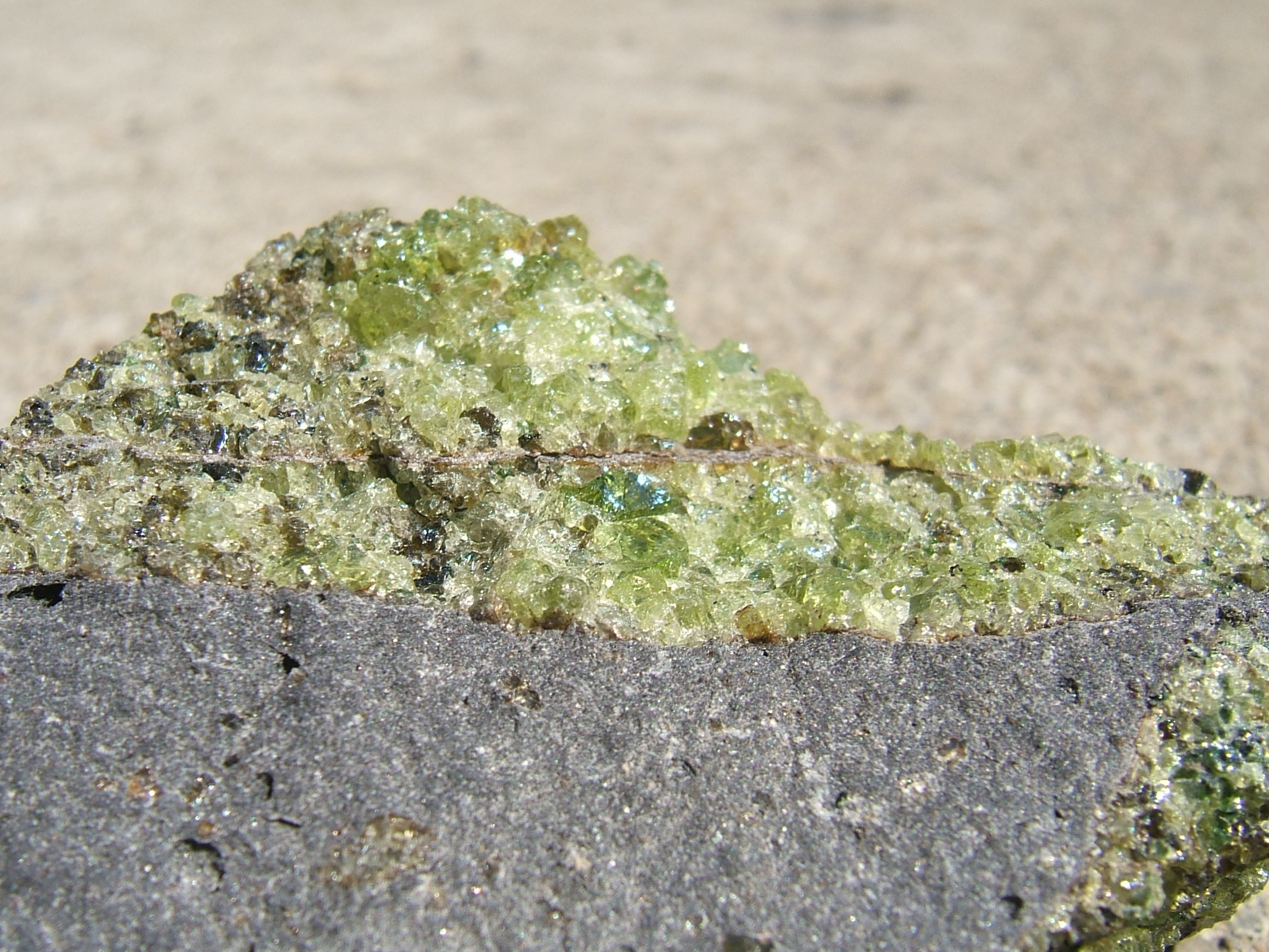
Forsterite var. پریدوت با پیروکسن جزئی (قهوه‌ای) روی بازالت تاولی. جمع‌آوری‌شده در نزدیکی پریدوت، آریزونا.

فورستریت برای اولین بار در سال 1824 به علت یک اتفاق در کوه سوما واقع در وزوو ایتالیا توصیف شد. فورستریت در سال 1824 توسط آرماند لوی و به یاد طبیعت‌شناس و جمع‌آورنده مواد معدنی انگلیسی آدولاریوس جاکوب فورستر نامگذاری شد.  

## برنامه های کاربردی
فورستریت در حال حاضر به عنوان یک ماده‌ی زیستی بالقوه برای ایمپلنت‌ها به دلیل خواص مکانیکی برتر آن در حال مطالعه است. 